# Jeux d'Asie du Sud-Est de 2001
Navigation
Édition précédente Édition suivante
La 21e édition des Jeux d'Asie du Sud-Est s'est tenue du 8 au 17 septembre 2001 à Kuala Lumpur. C'est la cinquième fois que les Jeux sont organisés dans la capitale malaisienne. Pour la première fois l'événement a été suivi par une compétition handisport : les ASEAN ParaGames qui se sont déroulés du 25 au 31 octobre.

## Pays participants
La compétition a réuni des athlètes provenant de dix pays d'Asie du Sud-Est. Toutes les nations ont décroché au moins une médaille. La Malaisie, pays organisateur, termine en tête du tableau des médailles.
| Rang | Nation      | Or  | Argent | Bronze | Total |
| ---- | ----------- | --- | ------ | ------ | ----- |
| 1    | Malaisie    | 111 | 98     | 86     | 382   |
| 2    | Thaïlande   | 103 | 86     | 89     | 278   |
| 3    | Indonésie   | 72  | 74     | 80     | 226   |
| 4    | Viêt Nam    | 33  | 35     | 64     | 132   |
| 5    | Philippines | 31  | 65     | 67     | 163   |
| 6    | Singapour   | 22  | 31     | 42     | 95    |
| 7    | Birmanie    | 19  | 14     | 53     | 86    |
| 8    | Laos        | 1   | 3      | 7      | 11    |
| 9    | Cambodge    | 1   | 1      | 5      | 7     |
| 10   | Brunei      | 0   | 5      | 6      | 11    |

## Sports représentés
32 sports sont représentés :
- Athlétisme
- Aviron
- Badminton
- Basket-ball
- Billard
- Boulingrin
- Bowling
- Boxe
- Cyclisme
- Équitation
- Escrime
- Football
- Golf
- Gymnastique
- Haltérophilie
- Hockey sur gazon
- Judo
- Karaté
- Luge
- Natation
- Pencak Silat
- Pétanque
- Sepak takraw
- Squash
- Taekwondo
- Tennis
- Tennis de table
- Tir
- Tir à l'arc
- Voile
- Volley-ball
- Wushu

## Médaillés

### Badminton
| Event                 | Or | Argent | Bronze |
| --------------------- | --- | --- | --- |
| Simple messieurs      | Roslin Hashim | Boonsak Ponsana | Marleve Mainaky |
| Simple messieurs      | Roslin Hashim | Boonsak Ponsana | Rony Agustinus |
| Simple dames          | Sujitra Ekmongkolpaisarn                                                                                                   | Lidya Djaelawijaya | Wong Miew Kheng |
| Simple dames          | Sujitra Ekmongkolpaisarn                                                                                                   | Lidya Djaelawijaya | Ng Mee Fen |
| Double hommes         | Candra Wijaya Sigit Budiarto                                                                                               | Tony Gunawan Bambang Suprianto | Chan Chong Ming Chew Choon Eng |
| Double hommes         | Candra Wijaya Sigit Budiarto                                                                                               | Tony Gunawan Bambang Suprianto | Wong Choong Hann Lee Wan Wah |
| Double dames          | Deyana Lomban Vita Marissa                                                                                                 | Lim Pek Siah Ang Li Peng | Wong Pei Tty Norhasikin Amin |
| Double dames          | Deyana Lomban Vita Marissa                                                                                                 | Lim Pek Siah Ang Li Peng | Duanganong Aroonkesorn Kunchala Voravichitchaikul |
| Double mixte          | Nova Widianto Vita Marissa                                                                                                 | Bambang Suprianto Emma Ermawati | Chew Choon Eng Wong Pei Tty |
| Double mixte          | Nova Widianto Vita Marissa                                                                                                 | Bambang Suprianto Emma Ermawati | Khunakorn Sudhisodhi Saralee Thungthongkam |
| Par équipes messieurs | Malaisie Roslin Hashim Ong Ewe Hock Wong Choong Hann Choong Tan Fook Lee Wan Wah Chew Choon Eng Chan Chong Ming            | Indonésie Hendrawan Marleve Mainaky Rony Agustinus Candra Wijaya Sigit Budiarto Tony Gunawan Bambang Suprianto Nova Widianto                                                  | Thaïlande |
| Par équipes messieurs | Malaisie Roslin Hashim Ong Ewe Hock Wong Choong Hann Choong Tan Fook Lee Wan Wah Chew Choon Eng Chan Chong Ming            | Indonésie Hendrawan Marleve Mainaky Rony Agustinus Candra Wijaya Sigit Budiarto Tony Gunawan Bambang Suprianto Nova Widianto                                                  | Singapour Gerald Ho Hee Teck Noor Izwan Paini Kenny Quek Chuon Loon Mohd Malik Masri Patrick Lau Kim Pong Jack Hee Lic-Kai Chua Yong Joo Khoo Kian Teck |
| Par équipes dames     | Indonésie Lidya Djaelawijaya Yuli Marfuah Cindana Hartono Deyana Lomban Vita Marissa Emma Ermawati Enny Erlangga Jo Novita | Thaïlande Sujitra Eakmongkolpaisarn Salakjit Ponsana Nucharintra Teekatakul Saralee Thungthongkam Sathinee Chankrachangwong Duanganong Aroonkesorn Kunchala Voravichitchaikul | Malaisie |
| Par équipes dames     | Indonésie Lidya Djaelawijaya Yuli Marfuah Cindana Hartono Deyana Lomban Vita Marissa Emma Ermawati Enny Erlangga Jo Novita | Thaïlande Sujitra Eakmongkolpaisarn Salakjit Ponsana Nucharintra Teekatakul Saralee Thungthongkam Sathinee Chankrachangwong Duanganong Aroonkesorn Kunchala Voravichitchaikul | Viêt Nam Le Ngoc Nguyen Nhung Ngo Hai Van Nguyen Hanh Dung Ha Thi Kim Nhan Ha Thi Hao                                                                   |